# Club de Vela de Hellerup
El Club de Vela de Hellerup (Hellerup Sejlklub en Idioma danés y oficialmente) es un club náutico ubicado en Hellerup, Dinamarca. Fue fundado el 25 de septiembre de 1915.

## Deportistas
Sus regatistas han ganado 14 medallas olímpicas.
- Oro
  - Londres 1948: Paul Elvstrøm (Firefly)
  - Helsinki 1952: Paul Elvstrøm (Finn)
  - Melbourne 1956: Paul Elvstrøm (Finn)
  - Roma 1960: Paul Elvstrøm (Finn)
  - Tokio 1964: Ole Berntsen y Ole Poulsen (Dragon)
  - Seúl 1988: Jørgen Boysen-Møller (Flying Dutchman)
- Plata
  - Melbourne 1956: Ole Berntsen (Dragon)
  - Roma 1960: Wiliam Berntsen y Søren Hancke (5.5) y Hans Fogh y Ole Gunnar Petersen (Flying Dutchman)
- Bronce
  - Londres 1948: Wiliam Berntsen y Ole Berntsen  (Dragon)
  - Tokio 1964: Henning Wind (Finn)
  - México 1968: Aage Abedul (Dragon)
  - Barcelona 1992: Jørgen Boysen-Møller y Jens Boysen-Møller (Flying Dutchman)
  - Atenas 2004: Christina Borregaard-Otzen (Yngling)